# 金克爾盧比樂園
《金克爾盧比樂園》是由2006年發售於任天堂DS的冒险游戏，由Vanpool開發、任天堂發行。
遊戲主角爲薩爾達傳說系列的角色「金克爾」。續作《金克爾戀愛汽球之旅》2009年發行。

## 反響
《官方任天堂雜誌》打出76%分，稱讚遊戲獨特、幽默、畫面非寫實，但批評迷宫設計無聊、戰鬥系統糟糕。